# Северная башня
Се́верная Ба́шня — одно из самых низких строений Московского международного делового центра, расположенное на участке № 19. 
Башня построена в 2003—2008 годах. В возведении принимала участие австрийская строительная компания Strabag SE. Здание было сдано в эксплуатацию третьим в районе Сити после Башни 2000 и Башни на набережной.

## Описание
Офисное здание премиум-класса Северная Башня находится на территории Московского международного делового центра «Москва-Сити», имеет высоту 108 м и общую площадь 135 000 м². В башне расположены офисные помещения, концертный зал, фитнес-центр, рестораны, кафе, лечебное учреждение, а также многоуровневая автостоянка на 688 мест.
По мнению специалистов, Северная Башня отвечает критериям офисного здания класса А. Помещения общего пользования отделаны по высоким стандартам качества, в здании настроены автоматическая система диспетчеризации, центральная система отопления, вентиляции и кондиционирования воздуха. Внутри небоскрёба также функционируют автоматические системы охраны и защиты от пожара.

## Строительство и эксплуатация
В 2002 году права на застройку участка № 19 «Москва-Сити» перешли девелоперской компании ЗАО «Северная Башня». Строительные работы начались в конце 2003-го и были проведены в соответствии с установленными сроками. Первую и вторую очереди планировалось сдать в эксплуатацию к четвёртом квартале 2006 года, третья очередь должна была быть готова к третьему кварталу 2007-го.
В разработке и реализации проекта Северной Башни участвовали крупные международные компании. Проектировщиком высотного здания был «Проектный институт — 2», дизайном интерьеров занималось «Архитектурное бюро ABD». Генеральным подрядчиком являлся известный австрийский концерн Bau Holding Strabag AG, а юридические услуги оказывала компания PriceWaterhouseCoopers. Маркетинговым консультантом и агентом по аренде помещений выступил Colliers International.
На сайте агентства Colliers International отмечают удобное местоположение Северной Башни в деловом центре «Москва-Сити», где расположены штаб-квартиры влиятельных международных и российских компаний и корпораций. ММДЦ имеет доступ к основным транспортным магистралям столицы, в частности к третьему транспортному кольцу, Ленинградскому, Кутузовскому и Ленинскому проспектам, а также Новому Арбату. Недалеко от башни расположены станции метро «Деловой центр» и «Международная».
26 апреля 2006 года в отеле Ararat Park Hyatt прошла презентация офисного центра. На мероприятии присутствовали более 150 человек.

## Архитектурные особенности
Башня завершается значительными по размеру железными фермами, которые выполняют декоративную функцию. Здание имеет 18-этажный атриум, который завершается куполом, что способствует дополнительному освещению офисных помещений.
Работы по устройству фасадов здания выполнялись компанией «Вэлко-2000», которая, помимо облицовки фасадов облегчённым натуральным камнем, спроектировала и изготовила светопрозрачные конструкции на основе алюминиевых профильных систем Schüco общей площадью 51 тысяча м².

## Владельцы и арендаторы
Работа по сдаче будущих офисных помещений в аренду активно шла во время строительства небоскрёба. Первым официальным съёмщиком стал австрийский «Райффайзенбанк». Среди других арендаторов здания — Транстелеком, Росинтер, General Motors, Hyundai Motor, Motorola и Blackwood. В 2007 году новыми арендаторами офисных помещений высотного здания стали также «Городской Ипотечный Банк», «ТрансТелеКом», «Мюнхенское перестраховочное общество» и другие. На тот период в Северной Башне было сдано уже порядка 70 % рабочих площадей. Базовая ставка за аренду перед сдачей здания в пользование составляла 600—730 долларов за квадратный метр.
В 2009 году стало известно, что топ-менеджеры транспортного холдинга «Н-Транс» решили продать свою долю недвижимости в Северной Башне. «Коммерсантъ» сообщает, что ранее Андрею Филатову, Константину Николаеву и Никите Мишину принадлежало «по 22 % акций ЗАО „Северная башня“». Позже стало известно, что Виктор Харитонин, основатель «Фармстандарта», собирался приобрести 135 000 м² офисного здания.
Сообщалось, что в 2010 году ожидаемый рентный доход комплекса мог быть около 48 миллионов долларов.